# Hortipes auriga
Hortipes auriga là một loài nhện trong họ Corinnidae.
Loài này thuộc chi Hortipes. Hortipes auriga được miêu tả năm 2000 bởi Bosselaers & Rudy Jocqué.